# Зубравский, Краснослав Фелицианович
Краснослав Фелицианович Зубравский (1924—1993) — советский, российский пианист, музыкальный педагог. Заслуженный деятель искусств Карельской АССР (1984) Заслуженный деятель искусств РСФСР (1991).

## Биография
Участник Великой Отечественной войны, рядовой. Находился в плену, освобождён, подвергался необоснованным репрессиям.
Обучался в Центральной музыкальной школе в г. Москве, в 1951 г. окончил Московскую государственную консерваторию по классу фортепиано в 1951 г. Был учеником Григория Гинзбурга.
С 1951 г. — концертмейстер Таджикского государственного театра оперы и балета.
С 1954 г. — солист Бурят-Монгольской и Томской филармоний.
С 1955 г. — концертмейстер Читинского областного концертного бюро.
С 1956 г.- солист Приморской государственной филармонии.
С 1960 г.- педагог Владивостокского музыкального училища.
В 1963―1969 был назначен заведующим кафедрой фортепиано в Дальневосточном педагогическом институте искусств.
В 1969―1993 гг. (кроме 1972―1977 гг., когда являлся зав. кафедрой Воронежского государственного института искусств) возглавлял кафедру специального фортепиано в Петрозаводском филиале Ленинградской государственной консерватории.
Выступал с симфоническими оркестрами по России с фортепианными концертами П. Чайковского, А. Скрябина, Л. Бетховена, Ф. Листа, Р. Шумана, Э. Грига.
Награждён медалью «За трудовую доблесть», почетной грамотой Президиума Верховного Совета Карельской АССР (1972 г.).